# 데이비드 호크니
데이비드 호크니(영어: David Hockney, 1937년  7월 9일~)는 영국의 화가, 소묘가, 판화가, 무대 디자이너, 사진가이다. 1960년대 팝 아트 운동에 기여한 20세기 영국 미술가 중 한 명이다.
호크니는 영국 이스트라이딩오브요크셔주 브리들링톤(Bridlington)과 런던에 자택과 스튜디오를 소유하고 있으며, 미국 캘리포니아주에 두 개의 거주지를 가지고 있다. 캘리포니아에서는 1964년부터 거주하였으며, 한 곳은 할리우드 힐스에, 또 다른 한 곳은 말리부에 위치하고 있다. 샌타모니카와 웨스트할리우드에는 각각 사무실과 아카이브가 있다.
2018년 11월 15일에 호크니의 1972년 작 ⟪예술가의 초상⟫(Portrait of an Artist - Pool with Two Figures)이 뉴욕 크리스티 경매에서 9천만 달러에 낙찰되었고, 그로써 제프 쿤스의 ⟪풍선 개⟫(Balloon Dog - Orange)가 세운 5천 8백 4십만 달러의 기록을 경신하며 지금껏 경매에서 팔린 가장 비싼 생존 작가의 작품으로 이름을 알리게 되었다. 이 기록은 2019년 5월 15일에 제프 쿤스의 ⟪토끼⟫(Rabbit)가 9천 백만 달러에 판매되면서 다시 갱신되었다.

## 생애
데이비드 호크니는 영국 잉글랜드 북부 웨스트요크셔주에 위치한 브래드퍼드(Bradford)에서 로라와 케네스 호크니의 넷째 아들로 태어났다. 웰링턴 초등학교, 브래드퍼드 중등학교를 졸업하고 브래드퍼드 미술대학을 거쳐 런던에 소재한 로열 칼리지 오브 아트에서 수학하였다. 그곳에서 그는 평생의 친구가 될 R. B. 키타이(R. B. Kitaj)과 조우한다. 데이비드 호크니는 런던에서의 생활이 집처럼 편안했다고 회고하고 당시 자신의 작품에 대해 자긍심을 느꼈다고도 말했다.
로열 칼리지 오브 아트 재학 당시, 신예를 발굴하고 대중에 소개하는 단체인 '영 컨템퍼레리스'(Young Contemporaries)를 통해 그의 전시회가 열리면서 영국 팝 아트의 시작을 알렸다. 호크니가 팝 아트의 흐름에 동참하기는 했지만 초창기 작품에는 인상주의 요소가 더 많이 드러났고, 영국의 표현주의 화가 프랜시스 베이컨의 작품과도 유사한 면이 많다. 1962년 학교에서 라이프 드로잉 과제를 완성하지 않으면 졸업장을 줄 수 없다고 하자, 호크니는 그에 대한 항의의 표시로 "졸업장을 위한 라이프 페인팅(Life Painting for a Diploma)"을 그려 제출했다. 기말고사에 필요한 에세이 작성도 거절하면서 자신은 오로지 작품으로만 평가되어야 한다고 주장했다. 학교는 호크니의 재능과 점점 더 높아가는 명성을 인식하며 학교의 규정을 바꾸었고 그에게 졸업장을 수여했다. 졸업 후 호크니는 메이드스톤 미술대학에서 잠시 교수했다.
1964년 로스엔젤레스로 건너간 호크니는 그곳의 이국적 분위기에 영감을 받아 강렬한 색감으로 표현된 아크릴화 작품 수영장 시리즈를 그린다. 로스엔젤레스와 런던 그리고 파리를 오가며 1960년대와 1970년대를 보낸 호크니는 1974년부터 연인으로 발전한 그레고리 에반스와 1976년 미국으로 함께 건너온다. 그레고리와는 2018년까지 사업 파트너로서 관계를 유지하고 있다. 1978년 호크니는 할리우드 힐스에 집을 임차한 뒤 후일 구매해서 확장 후 작업실을 추가했고, 말리부에 위치한 1,643 평방피트의 해안 별장을 소유하였다가 1999년 약 150만 달러에 매각했다.

## 작품 세계
호크니는 페인팅, 드로잉, 판화, 수채화, 사진 뿐 아니라 팩시밀리나 종이 펄프, 컴퓨터와 아이패드의 드로잉 프로그램 등에 이르기까지 다양한 매체를 실험하며 작품을 했다. 정물, 풍경, 친구들의 초상화나 애완견 등을 주로 많이 그렸지만, 뉴욕시의 메트로폴리탄 오페라 하우스나 영국 루이스의 글라인드본(Glyndebourne) 오페라 극장, 런던의 로열 코트 극장(Royal Court Theatre) 등 무대 디자인에도 관심을 보였다.

### 초상화

우리 달라붙은 두 소년(We Two Boys Together Clinging)

어떤 새로운 작업을 하든 호크니는 결국 늘 초상화 작업으로 돌아왔다. 1968년부터 이후 몇년 동안 호크니는 친구, 연인, 친척들을 모델로 해서 인물의 특징을 사실주의적으로 잘 잡아 그린 등신대 초상화와 2인 초상화를 그렸다. 호크니는 동일한 인물들을 반복해 그렸는데, 그의 가족과 고용인들도 그렸지만 친구이자 조수였던 모 맥터모트(Mo McDermott)와 모리스 패인(Maurice Payne)을 자주 그렸고, 그의 유명한 그림 《클라크 부부와 퍼시》(Mr and Mrs Clark and Percy)(1970~1971)에 등장하는 패션 디자이너 셀리아 버트웰(Celia Birtwell, 1941~)과 오시 클락(Ossie Clark, 1942~1996)도 자주 그렸다. 학예사 헨리 겔트잘러(Henry Geldzahler, 1935~1994)나 아트 딜러 니콜라스 와일더(Nicholas Wilder)와 조지 로슨(George Lawson)의 그림도 많다. 그의 연인이자 발레리노였던 웨인 슬립(Wayne Sleep, 1948~)도 호크니의 초상화에 자주 등장하는 사람이다. 그 기간 중 호크니의 로맨틱한 관심의 대상이었던 미국의 화가 피터 슬레진저(Peter Schlesinger)와 큐레이터이자 오랜 친구였던 그레고리 에반스(Gregory Evans)도 호크니의 초상화에 단골로 등장하는 사람들이다. 하지만 이들 초상화보다 자신을 더 많이 그린 호크니는 자화상만 300점이 넘는다.
1999년부터 2001년까지 호크니는 미술사를 연구하면서 과거 예술가들이 그리기 도구로 사용했던 광학 장치 카메라 루시다에 관심을 가졌다. 자기 작품을 제작하는 데도 그 장치를 사용해서 200여점이 넘는 드로잉을 남겼다.
2016년 영국왑립예술원은 호크니의 《82점의 초상화와 1개의 정물》이라는 작품 시리즈를 전시했다. 그 작품들은 2013년부터 호크니가 그린 새 초상화 시리즈로, 모델들이 호크니를 위해 매일 6-7시간씩 앉아 3일 연속 포즈를 취했기 때문에 호크니가 "24시간 노출"이라고 부르기도 한다. 왕립예술원의 그 전시는 2017년 베네치아의 카 페사로 미술관(Ca' Pesaro)에서 다시 전시되었고, 빌바오 구겐하임 미술관으로도 순회되었다. 이듬해인 2018년에는 로스앤젤레스 카운티 미술관으로 이동해 전시되었다.

### 판화
호크니는 1954년에 일찍이 석판화를 시도하며 자화상을 남겼다. 로열 칼리지 오브 아트(1959~1962년)에 다니던 시절에는 동판 작업도 했다. 1965년 로스앤젤레스 소재 예술 작업장이자 판화 및 조각 작품의 한정판을 다루는 출판사인 '제미니 G.E.L'(Gemini G.E.L.)에서 호크니에게 LA를 주제로 한 석판화 시리즈를 제작해보는 게 어떻겠는지 물었다. 호크니는 그 제안을 받아들여 어느 헐리우드 혐오단의 소장 미술품을 한 점 한 점 상상으로 재현해 《헐리우드 콜렉션》이라 이름 붙인 석판화 시리즈를 제작했다. 호크니는 이후에도 계속해서 《친구들, 날씨 시리즈(Friends, The Weather Series)》와 《판화 신작들(Some New Prints)》을 포함한 많은 작품집을 제미니 G.E.L과 함께 제작했다.
1960년대에 호크니는 '시각적 이야기'로 여겨지는 일련의 판화 작품 시리즈를 생산했다. 윌리엄 호가스의 작품을 따라 1961년부터 1963년까지 제작한 《난봉꾼의 행각(A Rake’s Progress)》 시리즈와 1966년에 제작한 《콘스탄틴 피터 카바피의 24개 시를 위한 삽화(Illustrations for Fourteen Poems from C.P. Cavafy)》가 그에 포함된다. 1969년에 제작한 39장의 에칭 연작 《그림 형제의 여섯 편의 동화를 위한 삽화(Illustrations for Six Fairy Tales from the Brothers Grimm)》도 있다.
1973년에 호크니는 피카소가 좋아했던 판화가이면서 유럽과 미국의 여러 유명 예술가들과 협업해 우화 인쇄물을 만든 것으로도 유명한 벨기에의 알도 크롬랑크(Aldo Crommelynck, 1931~2008)와 협업을 시작해 상당한 성과를 거두었다. 그의 작업장에서 호크니는 크롬랑크의 트레이드마크인 "슈가 리프트"(sugar lift)라고 불린, 붓으로 하는 동판화 기법을 채택해 작업했다. 크롬랑크가 색상 분리를 확보하기 위해 동판에 목재 틀을 얹은 방법 역시 그대로 채택했다. 둘의 초기 작업으로는 1973년부터 1974년까지 제작된 《화가와 모델》(Artist and Model), 1974년에 제작된 《프랑스식 역광》(Contrejour in the French Style)이 있다. 1976년에 호크니는 크롬랑크의 작업장에서 《푸른 기타: 파블로 피카소로부터 영감을 받은 월리스 스티븐스가 영감을 주어 데이비드 호크니가 제작한 동판화 작품들(The Blue Guitar: Etchings By David Hockney Who Was Inspired By Wallace Stevens Who Was Inspired By Pablo Picasso)》이라는 제목의 20점의 동판화 시리즈를 만들었다. 그 동판화 작품들은 미국의 시인 월리스 스티븐스(Wallace Stevens, 1879~1955)가 쓴 《푸른 기타를 든 남자》(The Man with the Blue Guitar)라는 시상과 관련이 있다. 그 시는 피터스버그 출판사(Petersburg Press)에서 1977년 10월에 시와 이미지들이 함께 들어간 형태의 간행본으로 발간되었다.
호크니의 다른 판화 작품집으로는 1986년에 제작된 《직접 만든 판화(Home Made Prints)》와 1998년에 제작된 《최신 동판화(Recent Etchings)》, 1984년부터 1986년에 걸쳐 제작된 《움직이는 초점(Moving Focus)》 등이 있다. 《움직이는 초점》에는 호크니가 멕시코시티로 가는 도중 차가 고장 나 우연히 발견하게 되었다는 아카트란(Acatlán)의 한 호텔을 그린 페인팅 《아카트란의 코트야드 호텔 주변 산책(A Walk Around the Hotel Courtyard, Acatlán)》과 관련 있는 석판화 작품들이 담겨 있다. 호크니의 판화 작품들은 팩스기와 잉크젯 프린터기로 뽑은 그의 '컴퓨터 드로잉'들과 같이 런던의 덜위치 미술관(Dulwich Picture Gallery)에서 2014년에 열린 회고전에 전시된 바 있다.

### 사진 콜라주
1980년대 초, 호크니는 자신의 개인적인 사진 앨범을 뒤져 작업 방식을 터득해 간, 후에 그가 "조이너스(joiners)"라고 부른 사진 콜라주 작품을 제작하기 시작했다. 처음에는 폴라로이드로 인화했고, 그 다음에는 35mm 필름을 상업적으로 처리해서 칼라로 인화했다. 폴라로이드 사진이나 현상소에서 인화한 사진들을 이용해서, 호크니는 이미지 조각들을 잘 배열해서 하나의 구성된 이미지를 만들어냈다. 약간의 시간 차를 두고 서로 다른 관점에서 촬영된 사진들을 이용했기 때문에 그 결과는 입체파 작품들과 유사한 데가 있었다. 그 자체가 호크니가 목표한 바이기도 하다. 호크니는 인간의 시각이 작동하는 방식에 대해 이야기하고 싶었다. "페어블로솜 2번 고속도로(Pearblossom Highway #2)" 같은 풍경 작품도 있고, 《데이미브 카스민(David Kasmin)》(1982)이나 《우리 엄마 볼턴 애비(My Mother, Bolton Abbey)》(1982) 같은 초상 작품도 있다.
"조이너스"는 어쩌다 우연히 만들어졌다. 당시 60대 말이었던 호크니는 사진작가들이 광각 렌즈를 사용해 찍는 사진들은 왜곡이 심해서 별로 좋게 여기지 않았다. 그러던 어느날 LA의 집 거실과 테라스를 그리던 중, 폴라로이도로 거실 사진을 몇 장 찍어 그것들을 풀로 붙였다. 그 자체로 뭔가를 구성하려는 의도는 없었다. 그런데 그러고 나서 사진들을 보니, 관객이 방을 통해 움직이기라도 하는 양 합쳐진 그것들이 무언가에 대해 이야기를 만들어내고 있었다. 호크니는 이 발견 이후 사진들로 더 많이 작업했고, 이 새로운 기법에 흠뻑 빠져 한동안 그림 그리기를 멈추었다. 하지만 사진은 렌즈라는 하나의 눈으로만 대상에 접근하는 한계를 갖고 있어 호크니는 결국 그것을 포기하고 다시 페인팅으로 돌아갔다.

### 풍경화
1990년대에 호크니는 요크셔에 전보다 더 자주 돌아왔다. 1999년에 어머니가 사망하기 전까지 3개월에 한번씩 요크셔에 있는 어머니를 찾아갔다. 요크셔로 돌아와도 2주 이상 머무르는 일이 거의 없었지만, 1997년에 불치병에 걸린 그의 친구 조나단 실버(Jonathan Silver)가 요크셔의 풍경을 그려보라고 격려하자 이후에는 좀 더 길게 머물렀다. 호크니는 처음에는 어린시절을 포함해 과거의 기억들을 더듬어 그림을 그렸다. 하지만 점점 더 오래 요크셔에 머물기 시작하자, 2003년 경에는 요크셔 근교에 나가 옥외에서 직접 풍경을 보고(en plein air) 유화와 수채화로 그림을 그렸다. 호크니는 자신이 태어난 곳에서 75마일 떨어진, 브리들링턴(Bridlington)이라는 해변 마을의 한 민박집에 숙소를 잡고 작업 공간을 확보했다. 2005년 이후에 그가 그린 유화 그림들을 보면, 《한여름의 이스트 요크셔(Midsummer: East Yorkshire)》(2003~2004)라는 수채화 시리즈를 제작하면서 그가 집중적으로 수채화 기법을 연구하고 훈련한 성과가 엿보인다. 그는 2x50 짜리 작은 캔버스들을 여러 개 이어 붙인 큰 회화들을 제작했다. 그런 규모로 작품을 시각화 하기는 쉽지 않기 때문에 호크니는 그 날의 작업을 연구하기 위해 디지털 카메라로 찍은 사진들을 이용해 그림을 그렸다.
2007년 6월에 15x40 피트에 달하는 호크니의 대작 《와터 근처의 더 큰 나무들 또는 새로운 포스트-사진 시대를 위한 야외에서 그린 회화(Bigger Trees Near Warter or/ou Peinture sur le Motif pour le Nouvel Age Post-Photographique)》가 왕립예술원의 여름 연례전을 위해 가장 큰 방에 걸렸다. 이 작품은 2006년 겨울에 5주간 옥외에 나가 50개의 캔버스 위에 유화로 그린 작은 조각 페인팅을 이어서 붙인 대작으로, "호크니가 나고 자란 요크셔의 잡목림을 기념비적인 스케일로 바라보고 있는 작품"이다. 2008년에 호크니는 이 작품을 런던의 테이트 모던에 기증하면서 이렇게 말했다. "테이트에 뭔가를 준다면, 정말로 좋은 작품을 주고 싶다고 생각했다. 이 작품은 잠시 동안만 이곳에 있을 것이다. 나는 내가 정말로 자부심을 엄청나게 느끼는 건 아닌 작품은 누구에게도 주고 싶지 않다. ... 이 작품은 영국을 그린 것이라서 좋은 작품이라고 생각했다. ... 할 만한 작업이었던 것 같다." 이 그림은 영국 방송국 BBC 1의 예술시리즈 프로그램 '이매진(Imagine)'에서 방영된, 브루노 볼하임(Bruno Wollheim) 감독의 2009년 다큐멘터리 영화 《데이비드 호크니: 더 큰 그림》의 소재이기도 했다. 그 다큐는 직전 2년 동안 옥외에 나가 그림을 그린 호크니를 따라다니면서 촬영한 것으로 만들어졌다.

### 공연 무대
호크니의 첫 무대디자인은 1966년 런던 로열 코트 극장에서 상연한 ⟪위비왕⟫(Ubu Roi)이다. 1975년 영국 글라인드본 오페라 페스티벌에서 이고르 스트라빈스키의 오페라 ⟪난봉꾼의 행각⟫(The Rake's Progress), 1978년 글라인드본에서 공연된 ⟪마술피리⟫의 무대디자인도 담당한 바 있다. 1980년 뉴욕 메트로폴리탄 오페라 극장에서 공연된 20세기 프랑스의 ⟪트리플 빌 퍼레이드⟫(triple bill Parade)의 세트와 의상도 디자인했다. 트리플 빌은 세 작품을 연이어 상연하는 것으로, 그 공연의 타이틀이 된 에릭 사티(Erik Satie) 음악의 발레 ⟪퍼레이드⟫와 기욤 아폴리네르(Guillaume Apollinaire) 희곡에 프랑시스 풀랑크(Francis Poulenc)가 작곡한 오페라 ⟪티레지아의 유방⟫(Les mamelles de Tirésias), 콜레트 대본에 모리스 라벨이 작곡한 오페라 ⟪어린이와 마법들⟫(L'enfant et les sortilèges)이 잇달아 상연되었다.
《호크니의 무대 디자인(Hockney Paints the Stage)》이란 제목으로 열린 1983년 전시회를 위해 《어린이와 마법들》의 무대는 다시 상상을 거쳐 제작되었다. 그것은 호놀룰루 미술관(Honolulu Museum of Art)의 분관인 스팔딩 하우스(Spalding House)에 영구히 설치되어 있다. 호크니는 또 다른 '트리플 빌'을 맡았는데, 1981년 메트로폴리탄 오페라에서 공연된 스트라빈스키의 《봄의 제전》과 오페라 《나이팅게일(Le rossigno)》 그리고 《오이디푸스왕(Oedipus Rex)》을 위해 무대를 디자인했다. 1987년 로스엔젤레스 뮤직 센터에 올려진 바그너의 《트리스탄과 이졸데》도 무대를 담당했다. 1991년 시카고 리릭 오페라(Chicago Lyric Opera)가 올린 푸치니의 오페라 《투란도트》와 1992년 런던의 로열 오페라 하우스에서 공연된 슈트라우스의 오페라 《그림자 없는 여인(Die Frau ohne Schatten)》의 무대도 호크니가 디자인했다. 1994년 멕시코시티에서 오페랄리아(Operalia) 국제 콩쿠르가 열렸고 그것이 TV로 방였되었는데, 호크니는 그 중 플라시도 도밍고의 12개의 오페라 아리아를 위한 의상과 배경을 디자인했다. 기술의 진보 덕분에 호크니는 얼마든지 복잡하게 공연장의 모형 제작을 시도해볼 수 있었다. 호크니는 자신의 작업실에서 1:8 스케일로 4 x 6피트 짜리 앞무대의 세트를 만들고 조명이 신호를 받아 사운드트랙에 정확히 맞춰 켜지고 꺼질 수 있도록 컴퓨터로 프로그램화 해서 작동되게 만들었다.
2017년에 호크니는 《투란도트》 재공연 무대 디자인으로 샌프란시스코 오페라 상을 받았다.
호크니의 무대 작품과 무대 디자인 연구의 대부분은 데이비드 호크니 재단에 소장되어 있다.

## 전시
데이비드 호크니는 400회 이상의 개인전, 그리고 500회 이상의 그룹 전시회를 열었다. 그는 1963년 26세의 나이로 Kasmin Limited 박물관에서 첫 개인전을 가졌으며 1970년 런던의 Whitechapel Gallery에서 그의 첫번째 회고 전시회를 갖었고 그 이후 몇 차례 더 같은 곳에서 회고 전시회를 하였다. 이에 이어 유럽의 다른 세 곳에서도 회고 전시회를 갖었다. 1988년 로스엔젤레스 미술박물관 (Los Angels County Museum of Art, LACMA)에 이어 뉴욕 메트로폴리탄 미술관 (The Metropolitan Museum of Art, The Met), 그리고 영국 런던 테이트(The Tate)에서 연속적으로 회고전을 하였다. 2004년에는 Whitney Biennial에 세대를 연결하는 작가에 포함되었는데, 그의 초상화는 그에게 영감을 얻은 젊은 예술가인 Elizabeth Peyton와 함께 갤러리에 소개되었다.

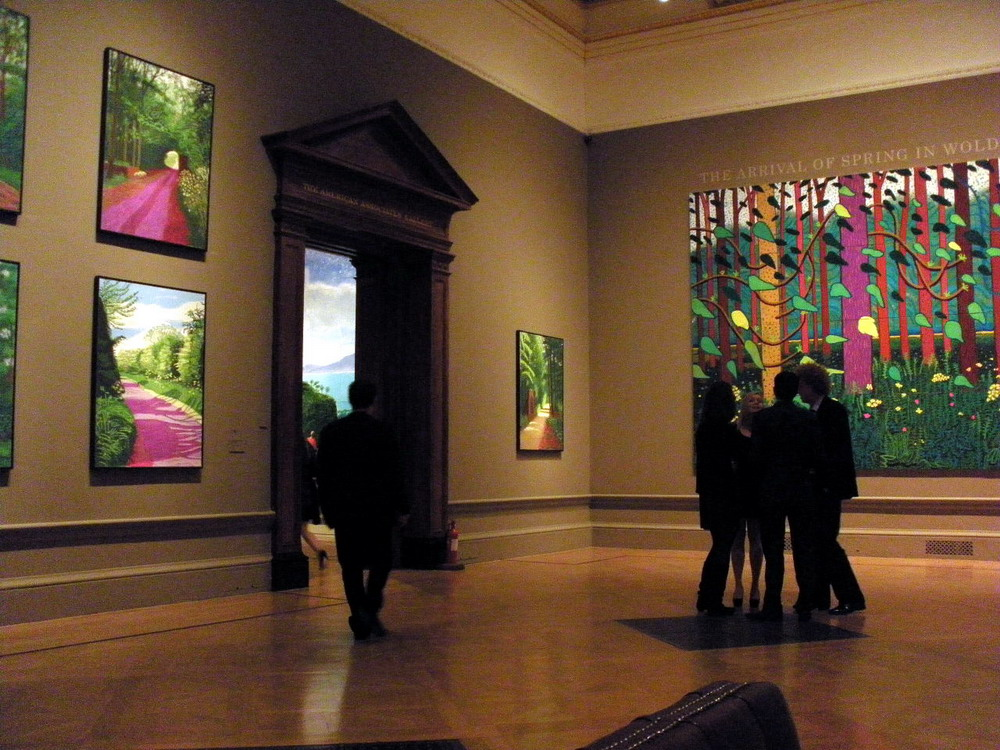
영국왕립예술원에 전시된 호크니의 "더 큰 그림"

2006년 10월 런던의 국립 초상화 갤러리 (National Portrait Gallery)는 지난 50년간 달성한 호크니의 초상화 작업 중 가장 큰 전시 중 하나를 기획하였으며 이 전시에는 150 가지의 그림, 드로잉, 판화, 스케치북 및 포토 콜라주가 포함되었다. 이 컬렉션은 그의 초기 자화상부터 2005년에 완성 된 작품까지 다양했다. Hockney는 작품을 전시하는 데 도움을 주었으며 2007년 1월까지 개최된 전시회는 이 갤러리에서 가장 성공적인 전시회 중 하나였다. 2009년 "David Hockney: Just Nature"는 독일 Schwäbisch Hall의 Kunsthalle Würth에서 약 10만명의 방문객을 끌어 모았다.
2012년 1월 21일부터 2012년 4월 9일까지 로열 아카데미 (Royal Academy)는 150여 점의 작품을 포함한 ⟪더 큰 그림⟫(A Bigger Picture)을 개최하였으며, 그 중 많은 작품이 갤러리의 밝게 조명된 방의 전체 벽을 차지할 정도로 큰 그림이었다. 이 전시회는 특히 그가 자라난 요크셔의 나무와 나무터널을 그린 풍경화에 초점을 맞추었다. 전시된 작품에는 유화, 수채화, 그리고 아이패드로 제작되어 종이에 인쇄된 그림이 포함되었다. 호크니는 2012년 인터뷰에서 "큰 일에 관한 것이고, 당신은 그림을 더 크게 만들 수 있고, 사진을 더 크게 만들고, 그림을 그릴 때 더 큰 비디오를 만듭니다."라고 말했다." 이 전시회는 3달 만에 60만명 이상의 방문객을 끌어들였다. 이 전시회는 5월 15일부터 9월 30일까지 스페인 빌바오 구겐하임 미술관으로 옮겨져 계속되었고, 2012년 10월 27일부터 2013년 2월 3일까지 독일 쾰른 루드비히 박물관으로 옮겨져 계속 진행되었다.
2017년 2월 9일부터 5월 29일까지 진행된 데이비드 호크니의 테이트 브리튼에서의 전시회는 그 갤러리에서 가장 많은 방문객이 모인 전시회가 되었다. 이 전시회는 호크니의 80번째 생일을 기념하고 "데이비드 호크니의 60여 년에 걸쳐 제작한 화화, 드로잉, 판화, 사진 및 비디오에서의 업적을 기념하는 가장 유명한 작품이 전시되었다. 그 후 이 전시회는 파리의 조르주 퐁피두 센터(Centre Georges Pompidou)와 메트로폴리탄 미술관(Metropolitan Museum of Art)으로 옮겨져 계속되었다. 인기의 절정에 이르렀던 이 회고전은 테이트에서 하루에 4,000명 이상의 방문객, 그리고 파리에서 하루에 5,000명이 넘는 방문자가 있었고 2017년 런던과 파리의 상위 10개 티켓판매를 보인 전시회가 되었다.
2017년의 지난 수 십년간의 작품을 전시한 블록버스터 전시회 이후 호크니는 2018년 페이스 갤러리(Pace Gallery)에서 6각형 캔버스를 이용한 그림과 벽화 크기의 3D 사진그림에 대한 최신 그림을 보여주었다. 그는 개로비 힐(Garrowby Hill), 그랜드 캐니언(Grand Canyon) 및 니콜스 캐니언 로드(Nichols Canyon Road)을 대상으로 한 그림을 다시 그리기 시작하였고, 이번에는 이들 그림을 6각형 캔버스에 그림을 그려 역원근법의 측면을 강조하였다.
2019년 3월 22일부터 8월 4일까지 서울시립미술관과 테이트가 공동으로 기획한 데이비드 호크니의 개인전이 서울시립미술관에서 개최되었다. 서울시립미술관은 7월 21일 기준으로 전시회 관람객이 30만 2천628명으로 집계됐다고 발표하였다.

## 사생활
호크니는 동성애자로, 초상화를 그리면서 동성애의 본질에 대해 탐색하고 표현했다. 월트 휘트먼의 시를 인용한 1961년 작 "우리 달라붙은 두 소년(We Two Boys Together Clinging)"같은 작품에서는 남성을 향한 그의 애정이 고스란히 드러난다. 1963년 호크니는 “어느 가정, 로스앤젤레스(Domestic Scene, Los Angeles)”라는 작품에서 샤워를 하는 남자의 등을 씻어주는 알몸의 다른 남자를 그렸다. 1966년 여름, UCLA에서 강의를 하는 동안 모델로 일한 미술학과 학생, 피터 슬레진저(Peter Schlesinger)를 만나 로맨틱한 관계를 갖기도 했다.
2013년 3월 18일 아침, 호크니가 작업실 조수로 고용했던 23세의 도미닉 엘리엇(Dominic Elliott)이 숨진 채 발견되었다. 엘리엇은 이스트라이딩오브요크셔주 브리들링톤(Bridlington) 럭비 클럽의 1군 및 2군 선수였다. 그는 호크니의 전 연인이자 또 다른 작업실 조수였던 48세의 존 피처버트(John Fitzherbert)와 호크니의 브리들링톤호 자택에서 밤새 파티를 즐기며 술을 마셨다. 피처버트는 4년 전 호크니와 결별한 후에도 여전히 그의 친구로 남아 작업실에서 보조 일을 계속했고, 엘리엇과 또 다른 호크니의 직원이자 엘리엇의 학교 친구인 마크 셰퍼드(Mark Shephard)와 양다리를 걸치는 연인 관계가 되었다. 엘리엇과 피처버트는 밤새워 놀면서 코카인과 엑스터시 등 마약을 복용하고 대마초를 나눠 피운 뒤 서로의 품에서 잠들었고, 피처버트가 깼을 때 엘리엇은 화장실 변기용 세정제를 마시고 죽어가고 있었다. 피처버트가 서둘러 병원으로 싣고 갔으나 결국 엘리엇은 사망했고, 피처버트는 당시 호크니가 복도 끝 자신의 방에서 잠들어 있었기 때문에 행여 그가 이 스캔들에 휘말릴까 봐 병원에서 급히 전화를 걸어 사람들로 하여금 집안을 치우게 시켰다. 하지만 결국 양심에 가책을 느끼며 경찰에 모든 것을 자백했다. 경찰은 도미닉이 자살이나 타살이 아니라 불운하게 죽은 것으로 결론 지었고, 호크니는 연루되지 않았다고 발표했다. 이 사건을 계기로 호크니는 2015년 11월 5개의 침실을 갖고 있던 브리들링턴 저택을 625,000 파운드에 매각하여 그 지역과의 모든 유대를 끊었다.

## 대중 문화
1966년, 그리스 시인 카바피(Constantine P. Cavafy)의 시를 기반으로 일련의 에칭 작품을 작업하는 동안, 호크니는 제임스 스캇(James Scott)의 다큐멘터리 《러브스 프레젠테이션⟫(Love's Presentation)에 출연하였다. 호크니의 1967년 작품 《더 큰 첨벙⟫에서 제목을 딴 잭 헤이전(Jack Hazan)의 1974년 영화 《비거 스플레시⟫는 호크니에 대한 전기이다. 또한 트라이베카 영화제에서 공개된 타큐멘터리 영화 《웨이팅 포 호크니⟫(Waiting for Hockney)에서 등장하는 예술가 빌리 패퍼스(Billy Pappas)는 호크니에게서 영감을 받은 것이다.

## 서훈
- 1997년 컴패니언 오브 아너(CH; Order of the Companions of Honour)[80]
- 2012년 메리트 훈장(OM)[81]